# サキュバス&ヒットマン
『サキュバス&ヒットマン』（サキュバスアンドヒットマン）は、原作：深見真、作画：刻夜セイゴによる日本の漫画作品。『チャンピオンRED』（秋田書店）にて2020年4月号より連載中。

## あらすじ
主人公の「俺」は、ある日、家族と共に謎の4人組に殺害される。しかし、死んだはずの「俺」は高校生の蒲生翔矢に乗り移り、蒲生翔矢として蘇った。「俺」は家族を殺した四人組を見つけ出すため、悪魔と契約して殺し屋として活動を始めた。

## 登場人物

### 売約済み殺し屋（ソールドキラー）
「俺」/ 蒲生翔矢（がもう しょうや）
ある日突然、謎の四人組に襲われ、家族とともに殺害される。しかし復讐のために悪魔・アルメリナと契約し、蒲生翔矢の肉体にその魂が宿って蘇った。この時、アルメリナに悪人の魂を大量に捧げる契約を結んだ。
身体の持ち主であった蒲生翔矢は高校生。プロレスオタクで、プロレス同好会に所属。ある日突然意識を失い、3週間後に目が覚めた時には、魂が「俺」と入れ替わっていた。これ以降「俺」は記憶喪失したふりをして蒲生翔矢として高校生活を送る傍ら、殺し屋として活動を始める。
身体の持ち主であった蒲生翔矢について、翔矢の妹・莉理が遺伝子疾患の難病で余命数年と言われ、翔矢の魂を提供する代わりに莉理の病気を治した。
アルメリナの力で召喚した拳銃・トーラス PT92を武器とする。
アルメリナ
復讐の女神、フリアエの位階に所属する第三位上級悪魔。見た目は女性で、非常に露出度の高い格好をしているほか、耳や羽が生え、宙に浮くことが可能。一般人には視認できないが特定の人物に身体をみせる事もできる。悪人の魂を欲し、翔矢とは情報と力を与える代わりに悪人の魂を捧げさせる契約を結んだ。
鉄騎奏女（てっき かなめ）
散弾銃とサバットで攻撃する「売約済み殺し屋（ソールドキラー）」。リデルクとは大事な人を探す目的で「売約済み殺し屋」の契約を交わしている。
鉄騎奏女としては女子高（俗に言う「お嬢様学校」）に通学している。
リデルク
悪の誘惑者、テンタトレス・マリゲーニの位階に所属する第三位上級悪魔。見た目は女性で、褐色の肌でボンテージ風の格好、アルメリナと同様に宙に浮くことが可能。一般人には視認できない。夫を失ったばかりの未亡人の魂が好物（魂と引き換えに快楽や富などをもたらせる）。奏女とは情報と力を与える代わりに悪人の魂を捧げさせる契約を結んだ。
池波亮吾（いけなみ りょうご）
フェンシングをベースのナイフ攻撃とジークンドーで攻撃する「売約済み殺し屋（ソールドキラー）」。トラウコとは（翔矢のターゲットである「謎の四人組」の一人である）カトブレパスを探す目的で「売約済み殺し屋」の契約を交わしている。
池波亮吾としては著名なイラストレーターで、中学生のときにフェンシングの全国大会優勝するなど多岐の実績がある。
トラウコ
奇跡の模倣者、プラエスティ・ギアトレスの位階に所属する第四位上級悪魔。見た目は男性で、亮吾に対しては気が弱い。宙に浮くことが可能。アルメリナら同様に一般人には視認できない。

#### 協力者
大鼬久留里（おおいたち くるり）
コンピュータの能力が高いクラッカーで、クラッキングで暴力団から金を奪ったため追われて殺されそうになったところを翔矢に助けられる。なぜかアルメリナを視認でき、コンピュータの腕を買われて翔矢に協力することとなり、翔矢と同じ高校に入学した。学校では武智久留里（たけち くるり）と名乗っている。
趣味のコスプレで翔矢らに情報を送るときに自らのコスプレ姿の写真も添付したり、自らの金儲けもかねて翔矢の同級生・勇魚に「地下格闘技大会」の出場させたり、久留里は翔矢からはクズ扱いをされている。
飯伏春姫（いぶし はるき）
SMクラブ「IRON MAIDEN」の女主人（ミストレス）で奏女とは良好な関係の人物。SMクラブの施設内で表に出せない人物の「拉致・監禁・拷問・遺体処理」などを裏稼業として行っている。
山鹿ヴィクトリア（やまが ヴィクトリア）
チャン・ルイの弟子で、右内腿に悪魔の力を手に入れた紋章のある造反者（ヴァイオレーター）。褐色の肌のブラジル出身の日系ブラジル人。
カポエラ（と炎の魔力）を高め攻撃する能力を持つ。奏女との闘いで敗れたが下記の理由でヴィクトリアを殺めなかった。
ヴィクトリアは日伯のハーフで父親は日本人の山鹿医師、母親がブラジル代議院・ロレーナ議員。母親と一緒に麻薬カルテルに誘拐され、母親は娘（ヴィクトリア）だけは助けてと懇願しながら凌辱されたあと殺害される。のちにヴィクトリアが地元警察に救助された当時の模様をネット動画で観た奏女が「この世の生き地獄を必死で生き残るために一度自分の心を殺した人間の目」と思った。
ヴィクトリアと戦った後の奏女が「生き地獄を見て死んだ目をした少女が成長して、こんなにたくましく強くなった（以下略）」と互いに好感を持つ。
聖戦教会の戦いのあと、チャン・ルイに捨てられ隠れ家もなくなり奏女が住んでいるマンション付近で奏女と出会い保護と言う形で同居する。奏女によって他の「売約済み殺し屋（ソールドキラー）」にヴィクトリア紹介した。師父であったチャン・ルイの情報を提供しつつ奏女らとともに行動する。
辺見勇魚（へんみ いさな）
翔矢とは高校の同級生で同じプロレス同好会に所属する女子高生。感情表現が豊かで、色黒、巨乳かつ非常に筋肉質で大柄な体躯をしている。
翔矢の妹・莉理と仲が良い。
久留里とは、最初は翔矢の恋人と勘違いをして、直接会ったときにコスプレイベントに誘われ久留里と意気投合する。
家庭の事情で高額バイトを探していたところに久留里から「地下格闘技大会」の出場を促され参戦、勝ち続けていたら大会運営（元締めはチャン・ルイ）から本部で行われるイベント「ソロモンコンバット」の強制参加が決まったところで勇魚に翔矢らの本当の素性（「売約済み殺し屋（ソールドキラー）」であること）やアルメリナら悪魔の姿（身体）見せて事情を説明して協力者になる。

### 謎の四人組
蒲生翔矢に魂が移る前の「俺」と「俺」の家族の仇である。
撲殺山（ぼくさつやま）
元・力士、左手の甲に悪魔の力を手に入れた紋章がある造反者（ヴァイオレーター）である。様々な悪事の証拠を消す「もみ消し屋」を生業とする。
翔矢に転生する前の家族襲撃時、「俺」の実母を凌辱した人物である。
翔矢と奏女の襲撃でダメージを喰らい、致命傷を負って自ら死を選び左手の甲にある紋章を破壊した。意識がない状態で翔矢に顔面を踏み潰され絶命し、撲殺山の魂はアルメリナに吸い取られて地獄へ逝った。
荒木翔子（あらき しょうこ）
関東八房会・荒咬（あらがみ）組の組長で、胸元に悪魔の力を手に入れた紋章がある造反者（ヴァイオレーター）。
翔矢に転生する前の家族襲撃時、「俺」の実姉を連れ去った人物である。
無数の蛇で攻撃をする蛇使いでもある。
奏女が履いているブーツの踵部分に仕込んでいた刃物による攻撃で胸元にある紋章を破壊される。その後、SMクラブにある拷問部屋にて不眠不休で数日間の性的拷問による尋問を終えたのち、翔矢が銃で頭部に弾丸を撃ち込み死亡。魂はリデルクに吸い取られて地獄へ逝った。
チャン・ルイ
中華圏の人物風の老人。「東南アジアの麻薬王」で「凄腕の暗殺者」である。中国武術やワイヤーが超高強度マグネシウム合金になっているヨーヨー、投針術のような暗器を所持し剪紙成兵術も扱える造反者（ヴァイオレーター）。
翔矢に転生する前の家族襲撃時、「俺」の両足首を切断し自由を奪った人物である。
仲間であるカトブレパスが全魔獣を召喚し、八房会長の「鬼神（マニゲリー）化」直後にカトブレパスを殺害した。
翔矢に転生する前の父親（羅生次郎）ことを言いながら雲隠れした。
南シナ海に浮かぶベトナムの小島にあるリゾート施設をアジトにて組織運営を仕切っている。
カトブレパス
馬面の形状をしたカウボーイハットを被ったアメリカ人の造反者（ヴァイオレーター）。
翔矢に転生する前の家族襲撃時、「俺」の実母を直接殺害し「俺（自身）」も殺害した人物である。
四人組リーダー的存在、八房会長の復活の儀式の指南役。
カウボーイハットから三体の魔獣を召喚できる能力の持ち主。すべての魔獣を召喚し八房会長が若返りかつ強靭の体躯を得る「鬼神（マニゲリー）化」直後に同じ仲間であるチャン・ルイのヨーヨーで首を切断されて死亡。魂はアルメリナに吸い取られて地獄へ逝くが、キスという形で翔矢に吸収されスキルツリー（限界突破覚醒）が発動した。
カトブレパスの遺体は聖戦教会に保管され、魂は地獄は行っているが上流階級悪魔にてプロテクトガードを施されている。

### 関東八房会
東京都内に本部を置く指定暴力団、日本のみならず海外にも拠点を置く日本最大規模の犯罪組織である。
八房紀之（やぼう のりゆき）
関東八房会の会長。日頃の不摂生がたたり、末期がんや糖尿病など複数の疾患から余命数か月だった。
自らの復活の儀式のためにチャン・ルイらに200億円もの大枚をはたいて依頼する。
聖戦教会付近まで乗り込んで生贄二名揃って、最初に「魔女の福音」の力を持つ水琴の体を引き裂き心臓を潰し若返り強靭の体躯を得て「鬼神（マニゲリー）化」した。
鬼神（マニゲリー）化した八房会長だったが「売約済み殺し屋（ソールドキラー）」と交戦。最後は直刀が持ってきた神魔をも切る祝福済みの大剣・ツヴァイハンダーを翔矢が使い、体を真っ二つに切られ死亡。魂はアルメリナに吸い取られて地獄へ逝った。
川俣道雪（かわまた どうせつ）
関東八房会の若頭で、川俣組の組長（物語上は、会長の補佐的な役割）。
八房会長の右腕ながら内心「俺たちは極道のはずなのに、今は狂ったオカルトの世界で教会にカチコミ」とぼやく。
聖戦教会に乗り込んだところ、修道会団長で聖騎士の三波に殺害された。

#### 荒咬組
関東八房会の二次団体で、組長・荒木翔子率いる暴力団である。
荒木翔子（あらき しょうこ）
関東八房会・荒咬（あらがみ）組の組長（詳細は「謎の四人組」欄を参照）。
三峯紗音（みつみね さおん）
関東八房会・荒咬組の幹部、右首筋に悪魔の力を手に入れた紋章ある造反者（ヴァイオレーター）。
普段はサングラスをかけているが、外すと無数の蛇（大きさはミミズ並み）が眼球の代わりになっており、敵の攻撃などを察知する能力を持つ。荒咬組襲撃時に翔矢に撃たれ死亡。
柿崎兵衛（かきざき ひょうべい）
関東八房会・荒咬組の幹部、左手の甲に悪魔の力を手に入れた紋章のある造反者（ヴァイオレーター）。
日本刀の鞘に魔力を貯めこんで高速抜刀で攻撃をする能力を持つ。翔矢との接近戦で頭部を撃たれ死亡。
大島甚五（おおしま じんご）
関東八房会・荒咬組の若頭、右手の甲に悪魔の力を手に入れた紋章ある造反者（ヴァイオレーター）。
影に潜みつつ攻撃をする（忍者タイプの）能力を持つ。亮吾との接近戦で手榴弾を使用したが、首筋をナイフを刺されたあと手榴弾の上に身体を被せられ爆死した。
アドリアナ
褐色、金髪ロングヘアーの女性。性的拷問を得意とする。奏女の拷問中に隙を見せ、相方・ポリーナと一緒に奏女のブーツの爪先部分に仕込んでいた刃物による攻撃で首を切断され死亡。
ポリーナ
アドリアナと比べ色白、黒髪ショートヘアーの女性。（※後の項目はアドリアナと同一）

### チャン・ルイ派
チャン・ルイ
（詳細は「謎の四人組」欄を参照）
水琴（みこと）
チャン・ルイの女性秘書。強力な魔術師の血を引く人物。
水琴は翔矢に転生する前の「俺」の実姉。水琴は（自分に持つ）魔力を更に引き出すために魔女たちに凌辱・洗脳させられて闇墜ちして「魔女の福音」となった。
「魔女の福音」の力を持っている水琴は、八房会長の復活の儀式で「強靭の体躯」を得られる生贄とされ八房会長に身体を引き裂かれたのち心臓をつぶされる。その間、記憶が戻り翔矢を見て転生する前の弟と認識した。
水琴の亡骸は、翔矢が聖戦教会の修道女・紗雪に頼み教会内に埋葬された。
三崎郷地（みさき ごうじ）
チャン・ルイの弟子、右手の甲に悪魔の力を手に入れた紋章のある造反者（ヴァイオレーター）である。
硬気功（総合格闘も会得）を高め攻撃する能力を持つ。亮吾との接近戦でワンインチ・パンチで内臓損傷したのちに首を折られ死亡した。
山鹿ヴィクトリア（やまが ヴィクトリア）
チャン・ルイの弟子で、右内腿に悪魔の力を手に入れた紋章のある造反者（ヴァイオレーター）。カポエラ（と炎の魔力）を高め攻撃する能力を持つ。
（詳細は「売約済み殺し屋（協力者）」欄を参照）

### カトブレパス派
カトブレパス
（詳細は「謎の四人組」欄を参照）
リンジー
旧・カトブレパス派幹部で造反者（ヴァイオレーター）で筋肉隆々の女性。カトブレパスの死にチャン・ルイが関わっているか疑問視する。
ウー
旧・カトブレパス派幹部で造反者（ヴァイオレーター）で褐色で髪形が角刈りの男性。リンジー同様カトブレパスの死にチャン・ルイが関わっているか疑問視する。

### 聖戦教会
聖戦教会（Holy War Church、通称：HWC）は、正統派カトリック教会から派生した異端のカトリック教会の一つでドイツに本拠を置き、世界各地に管区（支部）教会を擁する団体。
思想は「神や天使と同じように悪魔も実在する」「信者は武装し、率先して悪魔の手先を排除せねばならない」と過激なところもあるが、亮吾曰く「聖戦教会は異端だが間違ったことはいってない」と語る。
翔矢ら悪魔と契約した「売約済み殺し屋（ソールドキラー）」とは逆の存在である天使と契約した「聖騎士（パラディン）」が存在する。
後藤直刀（ごとう なおと）
聖戦教会極東管区・聖ジャンヌ修道会聖騎士で、悪魔や悪魔付き（翔矢ら「売約済み殺し屋（ソールドキラー）」も含む）を「罪人元の道へ戻すためなら神はなんでもお赦しになる」との信念で行動する天使と契約した「聖騎士（パラディン）」である。修道女からは「直刀卿」と慕われている。
武器はハフエルが所持する神魔をも切る祝福済みの大剣・ツヴァイハンダーを使用。
チャン・ルイが聖戦教会を襲撃し紗雪を拉致したあとに翔矢が訪れ、拉致された紗雪を助けると言った翔矢を信頼できる人物と認識した。
ハフエル
天使中級三隊能天使（バワース）所属の天使、見た目は男性で全身西洋の鎧を装備している天使で、直刀が使う聖剣の所持者。言葉を発する事がある。
三波遥香（みなみ はるか）
聖戦教会極東管区・聖ジャンヌ修道会団長。教会内での考え方は、聖騎士である直刀と同じである。
武器は特殊合金で作られた扇子のような物で、攻撃・防御ともに行える。
ヴェラハエル
天使中級三隊能天使（バワース）所属の天使、見た目は女性で両目の瞼を縫い合わせ血（血の涙）を流しているようにみえる天使。言葉を発する事がある。
ティー・ジャバー
聖戦教会極東管区・聖ジャンヌ修道会副団長。褐色の肌の修道女。
火神紗雪（ひがみ さゆき）
聖戦教会極東管区・聖ジャンヌ修道会修道女。悪魔付きが紗雪を捕らえて教会から逃亡、教会外に出たところで翔矢に助けられた。翔矢が悪魔との契約者（「売約済み殺し屋（ソールドキラー）」）と知っていても好意を持っている。
「聖女（セインテス）」の力を持っている紗雪はチャン・ルイに連れ去らわれ、八房会長の復活の儀式で「不死」を得られる生贄とされるが「売約済み殺し屋（ソールドキラー）」の活躍で難を逃れた。

### 警視庁公安部外事課外事第四課
ソロモンコンバット編から登場する警視庁公安部外事課外事第四課 国際組織犯罪対策特捜班の面々、「関東八房会」と対立している九州のヤクザである「博多鬼道組」に入り潜入捜査。「関東八房会」を捜査時にチャン・ルイを追いかけてベトナムの施設まで来た。
六波羅秀幸（ろくはら ひでゆき）
警視庁公安部外事課外事第四課国際組織犯罪対策特捜班所属（役職は不明）
潜入先の「博多鬼道組」では若頭補佐、柔道・日本拳法を得意とする。
大芝康介（おおしば こうすけ）
警視庁公安部外事課外事第四課国際組織犯罪対策特捜班所属（役職は不明）
潜入先の「博多鬼道組」では若衆、空手を得意とする。
堀葵（ほり あおい）
警視庁公安部外事課外事第四課国際組織犯罪対策特捜班所属（役職は不明）
潜入先の「博多鬼道組」では格闘技特別顧問、少林寺拳法を得意とする。

### その他

#### 蒲生家
蒲生莉理（がもう りり）
翔矢の実妹で兄想い（ブラザーコンプレックス）。難病で余命が数年だったが奇跡的に完治した（詳細は「売約済み殺し屋（「俺」/ 蒲生翔矢」）」欄を参照）。
蒲生登紀子（がもう ときこ）
翔矢の実母で子供思いのよき母。漫画雑誌の編集者。

#### 「俺」の家族
「俺」（※翔矢に転生前）
推定年齢12歳の中学1年生だった。謎の四人組に一家襲撃され両足首切断され、実母が凌辱・殺害されるところを見た後にカトブレパスに撃ち殺された。事件の捜査がおこなわれていない事や「俺」（身体）や実母の遺体も見つかっていない。
「俺」の母
家族思いの優しい母親だった。一家襲撃時に撲殺山に凌辱されている最中にカトブレパスに撃ち殺された。「俺」同様、遺体も見つかっていない。
「俺」の姉
母・弟思いの姉、一家襲撃時に殺されず拉致された。
（後逸に関しては「チャン・ルイ派」の水琴（みこと）を参照）
「俺」の父
名前は羅生次郎（らい じろう）、生死は不明だが「一家襲撃」のキーマンとなっている。

#### プロレス同好会
辺見勇魚（へんみ いさな）
翔矢とは高校の同級生で同じプロレス同好会に所属する女子高生。
（詳細は「売約済み殺し屋（協力者）」欄を参照）
大門隆二（だいもん りゅうじ）
翔矢の通う高校の一学年先輩で所属するプロレス同好会の会長。

#### 地獄（ゲヘナ）
アバドン
フリアエの位階を支配する悪魔王の一人。見た目は女性だが雌雄同体にもうかがえる
同じフリアエの位階に所属するアルメリナのボス的な存在。

## 書誌情報
- 深見真（原作）・刻夜セイゴ（作画）『サキュバス&ヒットマン』秋田書店〈チャンピオンREDコミックス〉、既刊11巻（2025年3月18日現在）
  1. 2020年9月17日発売[10][11]、ISBN 978-4-253-23981-3
  2. 2021年3月18日発売[12]、ISBN 978-4-253-23982-0
  3. 2021年9月17日発売[13]、ISBN 978-4-253-23983-7
  4. 2022年3月17日発売[14]、ISBN 978-4-253-23984-4
  5. 2022年8月19日発売[15]、ISBN 978-4-253-23985-1
  6. 2023年1月20日発売[16]、ISBN 978-4-253-23986-8
  7. 2023年7月20日発売[17]、ISBN 978-4-253-23987-5
  8. 2023年12月20日発売[18]、ISBN 978-4-253-23988-2
  9. 2024年6月19日発売[19]、ISBN 978-4-253-23989-9
  10. 2024年10月18日発売[20]、ISBN 978-4-253-23990-5
  11. 2025年3月18日発売[21]、ISBN 978-4-253-32411-3